# Радченко, Вячеслав Яковлевич
Вячеслав Яковлевич Ра́дченко (1913—1984) — советский хозяйственный и политический деятель.

## Биография
Родился в 1913 году в Шостке (ныне Сумская область, Украина). Член ВКП(б).
Окончил Шосткинский техникум.
В 1934—1941 годы — механик Клинской фабрики «Химволокно».
Участник Великой Отечественной войны: автотехник, начальник ВТС 58-го гвардейского артиллерийского полка 32-й гвардейской стрелковой Таманской дивизии.
В 1948—1956 годы — механик производства капронового шелка, секретарь партбюро, заместитель директора Клинского завода номер 507 по капитальному строительству.
В 1956—1969 годы — директор Черниговского комбината химического волокна.
Делегат XXII съезда КПСС.
Умер в Чернигове в 1984 году.
Именем Радченко названа улица Вячеслава Радченко в Чернигове.

## Награды
- Орден Отечественной войны I степени (12.05.1945)
- Орден Отечественной войны II степени (03.06.1944)
- Орден Трудового Красного Знамени (дважды)
- Орден Красной Звезды (03.09.1943)
- Сталинская премия второй степени (1950) — за разработку и освоение метода производства нового искусственного волокна